# Mazar-i Sharif
Mazar-i Sharif (in persiano مزار شریف‎) è la quarta maggiore città afghana, con una popolazione di quasi 600000 abitanti al 2022. È il capoluogo della provincia di Balkh ed è collegata con Kabul a sud-est, con Herat a ovest e con l'Uzbekistan a nord.

## Storia
Mazar-i Sharif in lingua afghana significa Nobile (Sharif) Santuario (Mazar), in riferimento al grande santuario-moschea colorato di azzurro dedicato alla memoria del quarto Califfo e primo Imam ʿAlī ibn Abī Ṭālib, che si erge al centro della città e che è chiamato "Santuario di Sua Eccellenza (Hazrat) ʿAlī" o "Moschea Blu" (al-Masjid al-Azraq).
L'improbabile luogo di sepoltura del cugino e genero del Profeta fu "scoperto" all'epoca dello scià Ḥusayn dell'Impero timuride, anche se la collocazione appare assolutamente fantasiosa, essendo ʿAlī stato assassinato nel 661 a Kufa ed essendo nei suoi pressi sollecitamente sorto un santuario poco distante, a Najaf: luogo in cui risiede l'Ayatollah che gode di maggior prestigio all'interno del mondo sciita duodecimano e ismailita e dove si esiliò Ruhollah Khomeyni.
Uno dei più importanti centri dell'epoca d'oro islamica, Balkh, sorge nelle immediate vicinanze della città.